# مسعود صالحیه
مسعود صالحیه بازیکن و سرمربی سابق تیم ملی والیبال مردان ایران و مربی تیم ملی ناشنوایان ایران است. صالحیه از سال ۱۳۴۴ تا ۱۳۵۳ به مدت ۱۱ سال پیراهن تیم ملی را بر تن کرد و در دره باشگاهی نیز در تیم‌های دخانیات، آبتین و پاس سابقه عضویت دارد. صالحیه در مجموع ۹۳ بار برای تیم ملی بزرگسالان و تیم ملی ارتش‌های ایران به میدان رفت.